# Räddningsdykare
Räddningsdykare är en befattning inom räddningstjänsten som innehas av en brandman som får utföra vattendykning.
Maximalt dykdjup för räddningsdykare är 40 meter. Räddningsdykare genomgår regelbundet läkarundersökning som är speciellt utformad för dykare. I mångt och mycket följer räddningsdykningen den vanliga sportdykningen gällande djup och exponeringstider.
Vid räddningsdykning arbetar ofta dykaren ensam. För att bibehålla säkerheten så kopplas en lina på dykaren som en dykskötare håller i under hela dyket. Denna lina kan användas som en samtalslina till dykaren. Genom fastställda linsignaler som bygger på olika antal ryck i linan så kan den viktigaste informationen förmedlas. Det är även vanligt att dykaren har en slang med luft kopplad till ytan. På så vis kan dykaren vara kvar länge under vattnet vid behov och om dykdjupet tillåter det.